# Justin Bonaventure Pranaitis
Justinas Bonaventüra Pronaitis ou Justin Bonaventure Pranaitis (27 juillet 1861 à Šakiai - 28 janvier 1917 à Petrograd) est un prêtre séculier catholique lituanien, qui fut professeur d'hébreu à l'académie impériale de théologie de Saint-Pétersbourg, puis défroqué. Il fut également l'un des promoteurs de l'antijudaïsme à la fin du XIXe siècle.

## Biographie
Justinas Pranaitis naît dans un village du gouvernement de Suwałki près de la frontière avec l'Empire allemand (de nos jours en Lituanie), dans une famille de riches paysans ; son père est Elisha Pranaitis et sa mère Marijona Pranaitienė. Il va à l'école à Marijampolė et en 1878, entre au séminaire de Sejny.
Après avoir été ordonné prêtre en 1886, il reçoit sa maîtrise de théologie de l'Académie théologique de Saint-Pétersbourg et étudie l'hébreu qu'il enseignera par la suite. En 1890, Pranaitis devient aumônier puis est nommé précepteur religieux en 1891-1893. Il enseigne la religion, l'hébreu, la liturgie, la musique d'église. Sur l'île de Vassilievski à Saint-Pétersbourg, il fonde un orphelinat. 
En 1894, Pranaitis fut poursuivi pour chantage et extorsion de fonds et se retrouva banni quelque temps de Tver puis réhabilité et reçu par le tsar Nicolas II, il est hissé au rang de l'Ordre de Saint-Stanislas,.

### Sur le Talmud

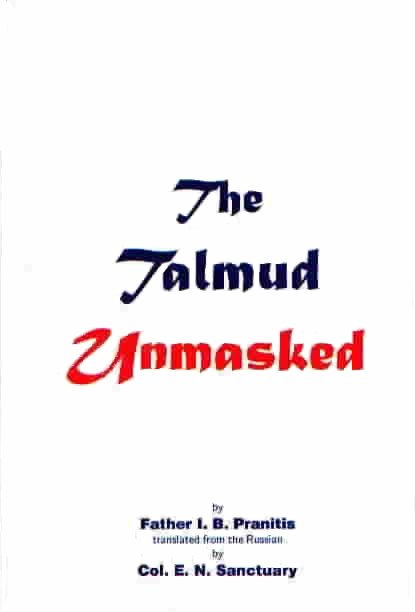
Couverture de The Talmud Unmasked en anglais, CPA Book Publisher, 2009.

Le prêtre Justin Bonaventure Pranaitis est connu pour son livre sur le Talmud, texte de son mémoire de maîtrise publié en latin (1892) avec l'imprimatur de Mgr Kozlowski, archevêque métropolite de Moguilev, ce qui lui confère une stature académique. Cet ouvrage se présente comme une enquête scientifique sur les enseignements juifs sur le christianisme. L'essai confirme l'idée que le judaïsme enseignerait la haine des chrétiens et des non-juifs en général, et qu'il implique des tueries « rituelles ». Le texte, intitulé Christianus in Talmude Iudaeorum (Le Talmud démasqué), est en réalité un faux, contenant de fausses citations du Talmud avec une pagination imaginaire. Il s'agit d'un ouvrage de propagande antisémite, comparable aux Protocoles des Sages de Sion et antérieur de quelques années.  
Une traduction de son ouvrage en polonais paraît également en 1892, en allemand à Vienne en 1894, une autre en anglais en 1939 à New York, réimprimée en 1964 et en 2006, également traduit en 1939 en italien à Rome et à Milan,... De nos jours, ce texte est régulièrement publié, réédité, lu, cité et commenté dans les milieux antisémites mais également dans ceux qui ne se prétendent pas tel,. 
Après la publication de son Talmud, Pranaitis fait paraître ses textes sur les « meurtres rituels juifs » dans le journal antisémite polonais « Rola ». 
En octobre 1902, Pranaitis est nommé prêtre à Tachkent, auprès des communautés polonaises et lituaniennes et entreprend d'évangéliser l'Ouzbékistan. Il se rend dans les communautés catholiques de Nijni Novgorod, de Sibérie et du Turkestan en tant que missionnaire. Sous son influence, émergent des églises et des centres communautaires catholiques à Achgabat, à Boukhara, Samarkand, Alma-Ata et Tachkent. Il visite également la Mandchourie, Sakhaline et le Japon.

### Procès Beilis

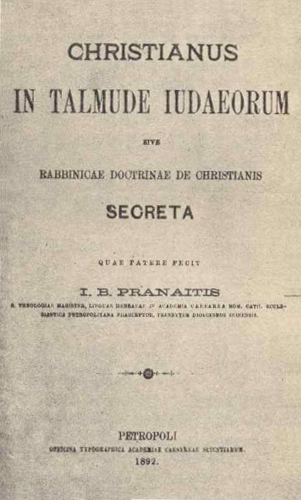
Couverture de Christianus in Talmude Iudaeorum par Justinas Pranaitis, 1892.

Justinas Pranaitis intervint durant le procès de Beilis, réitérant l'accusation de crime rituel contre les Juifs en 1912-1913, — procès que la presse libérale lituanienne condamne quand la presse ecclésiastique le justifie et soutient Pranaitis. 
Comme il se prétendait spécialiste du Talmud, il fut choisi comme expert par l'accusation dans cette affaire où le commis juif Mendel Bejlis (Beilis) avait été accusé de l'assassinat rituel d'un enfant chrétien dont le corps avait été découvert portant de nombreux coups de couteau. L'expertise de Pranaitis aurait dû confirmer l'accusation, mais sa compétence parut au jury des plus douteuses, puisqu'il n'arrivait à comprendre aucun des mots en hébreu du Talmud qu'on lui présenta, aucun concept simple, au point que le public se mettait à rire chaque fois que cet « expert » se retrouvait incapable de donner une réponse à l'avocat de la défense. Il suffit de lire la transcription sténographique des procès.
Question : Que signifie le mot Hullin ?

Pranaitis : Je ne sais pas.

Question : Que signifie le mot Erubin ?

Pranaitis : Je ne sais pas.

Question : Que signifie le mot Yebamot ?

Pranaitis : Je ne sais pas.

Question : Quand vivait Baba Batra et qu'a-t-elle fait ?

Pranaitis : Je ne sais pas.
Pour comprendre la dernière question, il faut imaginer que l'on demande à quelqu'un qui prétendrait habiter Londres qui était « Victoria Station » et ce qu'elle a fait. Comme on l'expliqua au jury, Baba Batra est un traité du Talmud ; les érudits hébraïsants, les étudiants et même de nombreux simples fidèles juifs le savent bien.
Un agent de la police secrète du tsar remarqua que le contre-interrogatoire de Pranaitis démontrait son manque de connaissance des textes, de la littérature juive et du Talmud. Selon cet agent, un tel amateurisme et une telle ignorance disqualifiaient son « opinion d'expert ». Beilis n'en avait pas moins passé deux années en prison avant de se voir acquitté. Le procès fut suivi dans le monde entier. 
L'affaire inspira à Bernard Malamud le roman L'Homme de Kiev, dont John Frankenheimer tira un film du même nom.

### Fin de vie
En 1915, Pranaitis est président de la Société de Bien-être catholique romain du Turkestan mais retourne en 1916 à Saint-Pétersbourg pour cause de maladie, où il mourut en janvier 1917, quelque temps après.

## Publications
- (la) Christianus in Talmude Iudaeorum sive Rabbinicae doctrinae de Christianis secreta, Petropoli [St. Petersbourg], 1892.
- (en) The Talmud Unmasked, Lima 1981.